# 黛依娜·查薇雅諾

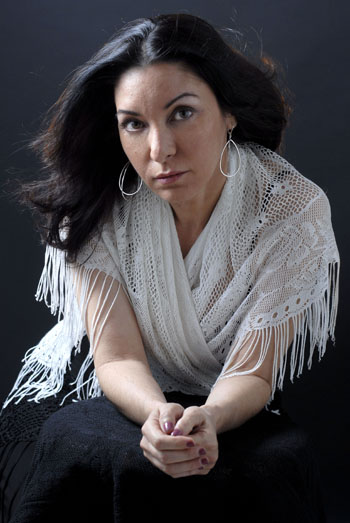
黛依娜·查薇雅諾

黛依娜·查薇雅諾（西班牙文：Daína Chaviano，1960年—）是古巴女作家。

## 簡歷
她畢業於哈瓦那大學英文系，學生時代便榮獲生平第一個文學獎。她居住古巴時，已出版過不少科幻和魔幻寫實小說，成為古巴文史上這兩類作品中，最深獲好評的暢銷作家。在魔幻寫實、科幻小說和傳統文學的領域上，她贏得同樣的卓越與成功，並獲許多獎項。
她擷取的素材，圍繞在神話、情慾、古老歷史、社會學、心靈學、政治以及魔幻等，進而發展出一種充滿詩歌般以及纖細想像力的獨特風格。
她的作品中尤以《埋藏的哈瓦那》系列著稱，由許多不同的小說構成；其中，《中國字謎》 (La isla de los amores infinitos)，故事描述一百五十年前的一位世襲女巫師。小說的主軸貫穿三個家庭的盛衰波折(西班牙、非洲和中國廣東省)，彼此相連交織。在人類、死亡、無盡愛戀之中穿梭生活的靈魂，彼此誤解無法交流討論的情節，成了小說的重要元素。
《中國字謎》（2008年歐亞出版集團，中文版由江慧真所譯），共譯有25種語言出版，是當代古巴小說中翻譯最普遍的作品。
一九九一年起，作者移居美國。

## 外部連結
- 黛依娜·查薇雅諾的個人網站 （页面存档备份，存于） (英語和和西班牙語)